# Melissa Breitenbach

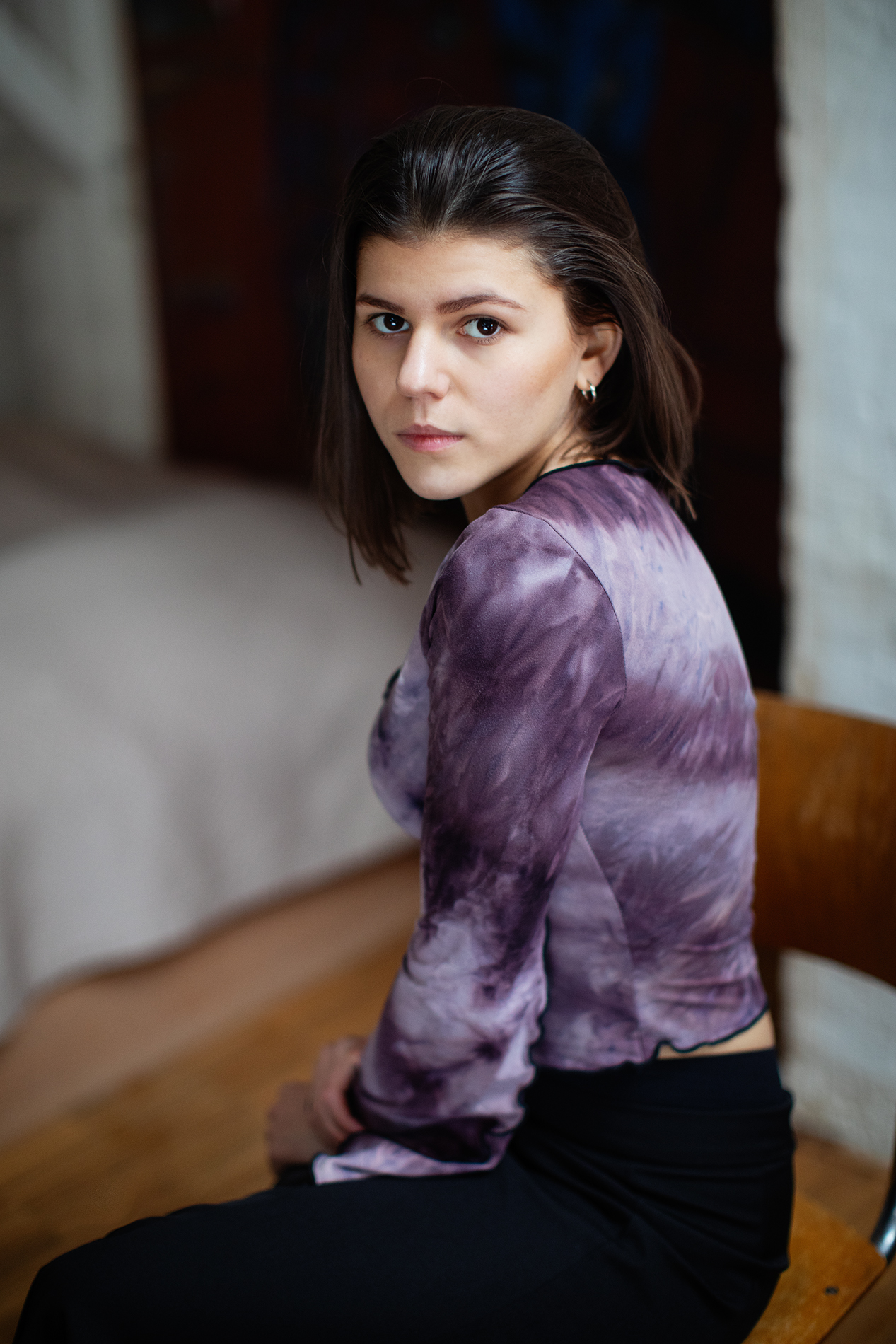
Melissa Breitenbach (2023)

Melissa Breitenbach (* 4. September 1996 in Frankfurt am Main) ist eine deutsche Schauspielerin und Synchronsprecherin.

## Leben
Breitenbach wurde in Frankfurt am Main geboren und wuchs dort auf. Sie hat Wurzeln in Deutschland und Spanien. In ihrer Kindheit interessierte sie sich für Kunst und schrieb eigene kleine Kurzgeschichten und Gedichte. Im Jahre 2007 und 2008 trat sie dem Frankfurter Ensemble e.V. bei und wirkte dort in dem Stück „Das Haus von Montevideo“ mit, eine Komödie von Curt Goetz.
2015 begann sie ein Studium an der Wiesbadener Schule für Schauspiel, das sie 2019 als Schauspielerin abschloss. Während ihres Studiums, spielte sie in diversen Stücken wie „Die Wiedervereinigung der beiden Koreas“ und Ein Sommernachtstraum in der Inszenierung von Wolfgang Packhäuser mit. Nach und während ihrem Schauspielstudium war sie in der Zeit von 2018 bis 2020 am Staatstheater Wiesbaden engagiert. Es folgten Engagements an der Fliegenden Volksbühne Frankfurt und dem Theaterhaus Frankfurt sowie den Landungsbrücken Frankfurt.
Seit 2019 ist sie als Schauspielerin Mitglied bei der Theatergruppe Kortmann & Konsorten unter Führung und Regie Sarah Kortmann. Dort wirkte sie in den Stücken Frühlingserwachen nach Frank Wedekind und Nuran David Calis als Wendla Bergmann mit und „Die mich jagen“ von Eva Rottmann als Charlotte.
2020 synchronisierte sie das erste Mal für die japanische Anime-TV-Serie Boogiepop and others von Takashi Watanabe und Shingo Natsume. Seitdem ist sie auch für andere Projekte als Synchronsprecherin tätig.

## Filmografie (Auswahl)
- 2021: Flattermann (Ausbildungsproduktion) Internationale Filmschule Köln
- 2021: Die Pizzabande (Ausbildungsproduktion) Hochschule Rhein Main
- 2021: Was du heute kannst besorgen (Kurzfilm) Filmakademie Baden-Württemberg
- 2022: Keys (Kurzfilm) Hochschule Rhein Main
- 2023: QUASIMODA (Abschlussfilm) Hessischer Rundfunk

## Theatrografie (Auswahl)
- 2018–2020: Das Gespenst von Canterville (Regie: Carsten Kochan) Staatstheater Wiesbaden
- 2020: Der blaue Vogel (Regie: Dana Bufkova) Velvets Theater Wiesbaden
- 2021: Momo (Regie: Dana Bufkova) Velvets Theater Wiesbaden
- 2021: Gier (Regie: Sarah Kortmann) Landungsbrücken Frankfurt
- 2021: Losing A. (Regie: Pia Epping) Frankfurt LAB
- 2019–2022: Frühlingserwachen (Regie: Sarah Kortmann), Theaterhaus Frankfurt
- 2022–2023: Nachverdichtung (Regie: Matthias Faltz) Fliegende Volksbühne Frankfurt
- 2023: Die mich jagen (Regie: Sarah Kortmann) Peterskirche Frankfurt am Main
- 2023–2024: Reineke Fuchs (Regie: Matthias Faltz) Fliegende Volksbühne Frankfurt
- 2025: STIMMEN Anne-Sophie-Melita (Regie: Sarah Kortmann) Landungsbrücken Frankfurt

## Synchronrollen

### Serien
- 2020: Boogiepop and others als Makoto Hashizaka
- 2021: Akudama Drive als der Klonjunge
- 2022: Iwa-Kakeru! Climbing Girls in verschiedenen Ensemblerollen
- 2023: SkyMed Janelle Heron als Deandra
- 2023: Anonyme Mütter als Jessica
- 2024: Everybody Still Hates Chris als Verwandte

### Filme
- 2025: Overlord: The Sacred Kingdom als Kronprinz Beebeezee

### Videospiele
- 2024: World of Warcraft als Kriegerin
- 2024: Call of Duty Black Ops 6 als Revati Modi und Void

## Hörbücher und Hörspiele
- 2021: Fanny ist die Beste (Hörbuch) - Regie: Oliver Wronka
- 2024: Moon Heritage Chronicles (Hörspiel) - Regie: Max Maschmann
- 2024: Fangtastic Night (Hörspiel) - Regie: Max Maschmann